# 寬柄燭光魚
寬柄燭光鱼（学名：Polyipnus laternatus）为輻鰭魚綱巨口魚目褶胸鱼科的其中一種。分布於西大西洋區的加勒比海及墨西哥灣海域，為深海魚類，棲息深度370-500公尺，會進行垂直性洄游，體長可達4.4公分。